# Mihaela Peneșová
Mihaela Peneșová, rumunsky Mihaela Peneș (22. července 1947 Bukurešť – 29. srpna 2024) byla rumunská atletka, olympijská vítězka a vicemistryně Evropy v hodu oštěpem.
V 17 letech se nečekaně kvalifikovala na olympiádu v Tokiu v hodu oštěpem. Zde v úvodním finálovém pokusu dosáhla výkonu 60,54 m, který stačil na zisk zlaté medaile.
Na evropském šampionátu v Budapešti v roce 1966 skončila mezi oštěpařkami druhá, stejného umístění dosáhla na olympiádě v Mexiku v roce 1968. Její osobní rekord je 60,68 m z roku 1967.